# Zwei Bäume
Zwei Bäume (niederländisch Twee bomen) ist ein zwischen 1908 und 1910 geschaffenes Gemälde von Jacoba van Heemskerck. Es gehört zum Frühwerk der Künstlerin und ist ihr bekanntestes luministisches Werk. Es gilt als Höhepunkt des Amsterdamer Luminismus. Seit 1984 ist es im Besitz des Kunstmuseums Den Haag.

## Beschreibung
Zwei Bäume ist ein Ölgemälde auf Leinwand mit den Abmessungen 71 × 82 cm im Querformat.
Die Bildkomposition zeigt zwei Bäume mit sich berührenden Kronen, die markant vor einer flachen Landschaft aufragen. Das Gemälde ist ganz in breiten, kurzen Pinselstrichen angelegt. Dabei ist der Himmel in horizontalen Strichen in Rosa, Hellblau und Gelb gehalten und die Erde in eng nebeneinander liegenden vertikalen Blöcken in Gelb-, Grün-, Blau und Rottönen. Die Stämme der Bäume sind in leuchtendem Rotbraun wiedergegeben, die Baumkronen in Grün-, Blau und Rottönen. Der starke Kontrast zwischen den Pastelltönen des Hintergrunds und den dunkleren Farben der Bäume lassen diese „förmlich aus der Leinwand“ hervortreten.
Das Gemälde ist unten rechts mit „Jacoba v. Heemskerck“ in grauer Ölfarbe signiert.

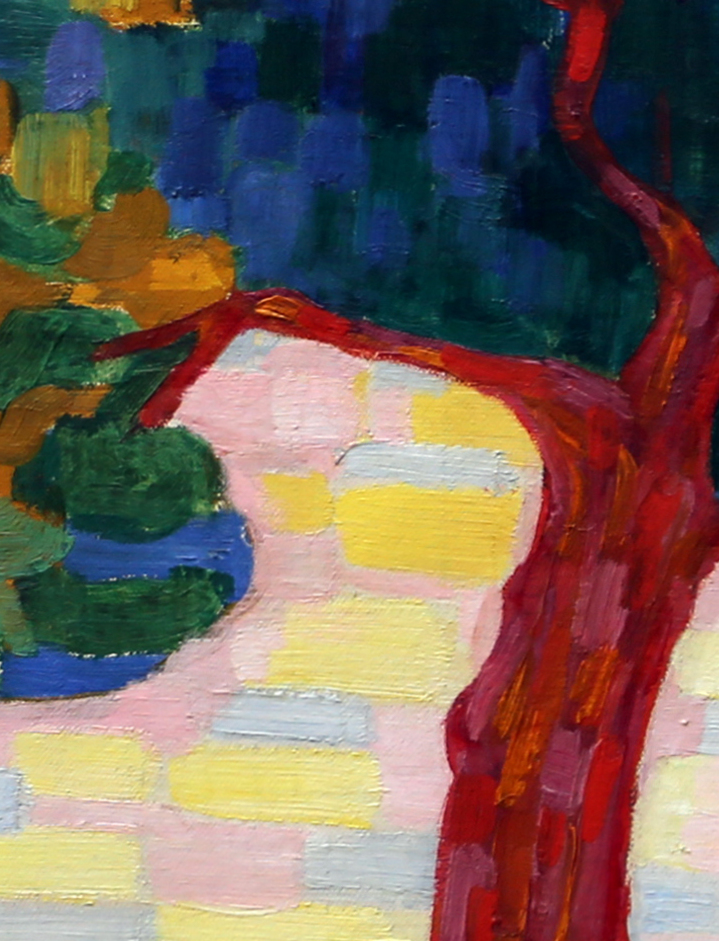
Bildausschnitt: Pinselstriche des Himmels und von Baumstamm und -krone
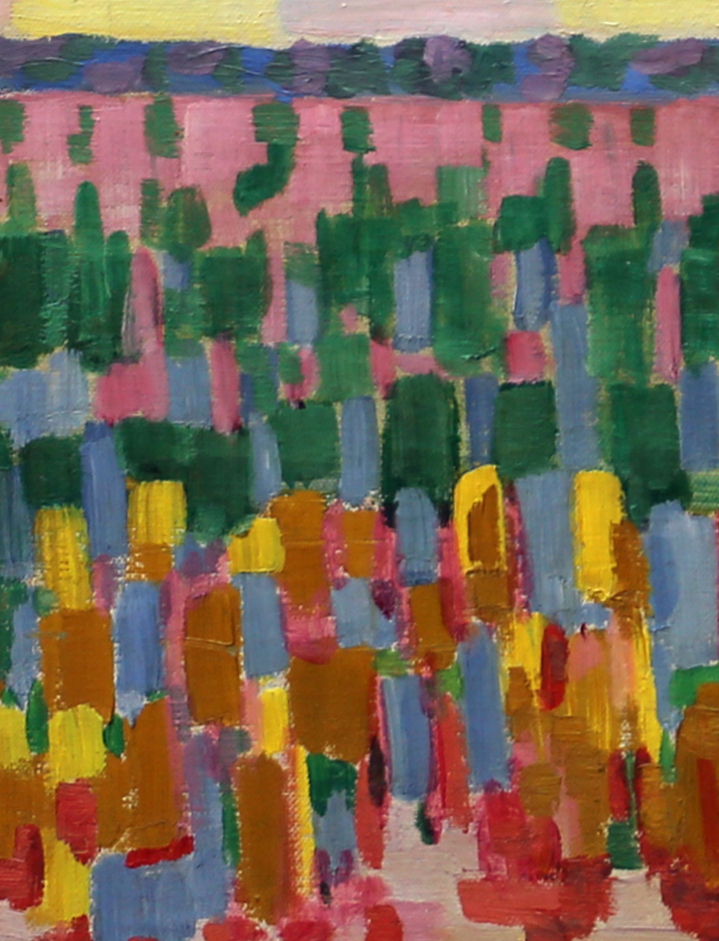
Bildausschnitt: Pinselstriche des Bodens

## Entstehung

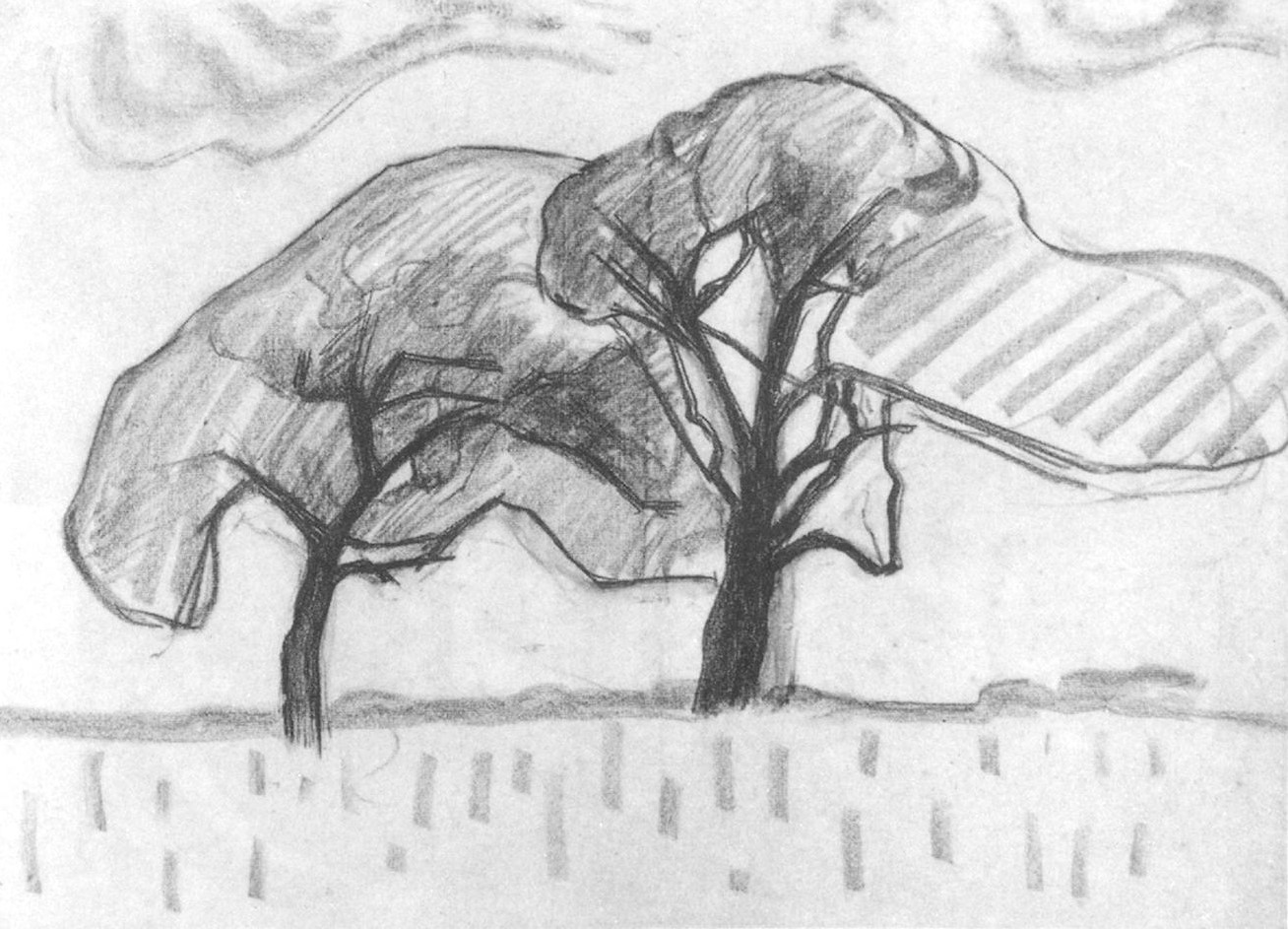
Twee Bomen (1910), Kohle- und Kreidezeichnung von Jacoba van Heemskerck

Ab 1905 entwickelte sich in Holland der moderne Stil des Amsterdamer Luminismus, der seinen Höhepunkt in den Jahren 1907 bis 1910 erreichte. Insbesondere die Maler Jan Toorop, Jan Sluijters und Piet Mondrian trugen dazu bei, dass sich der moderne Malstil entwickelte. Heemskerck und Mondrian interessierten sich beide für Theosophie und tauschten sich darüber aus. Beide hatten im März 1908 vermutlich einen Vortrag von Rudolf Steiner gehört, als er auf Vortragsreise in den Niederlanden war. Mondrian trat 1909, Heemskerck 1910 in die Theosophische Gesellschaft ein. Bei Heemskerck entwickelte sich in diesen Jahren die Auffassung, dass Kunst mehr als nur die Wiedergabe der sichtbaren Wirklichkeit ist, woran sie bis zu ihrem Lebensende festhielt.
Jacoba van Heemskerck fuhr seit 1906 jeden Sommer zusammen mit ihrer Freundin Marie Tak van Poortvliet in das Seebad Domburg auf der Halbinsel Walcheren, unter anderem aus gesundheitlichen Gründen. Tak ließ dort 1908 die Villa Loverendale bauen – mit einem Atelier für Heemskerck im Garten –, womit Domburg für die Freundinnen endgültig zum zweiten Wohnsitz wurde. Dank Jan Toorop, der seit 1903 in Domburg die Sommermonate verbrachte, hatte sich das Seebad zu dieser Zeit bereits zu einem Künstlerort entwickelt. Piet Mondrian stieß im Sommer 1908 dazu und besuchte Heemskerck und Tak. Dort skizzierte er einen urwüchsigen Apfelbaum, der im Garten der Villa stand. Dies waren Vorstudien für sein späteres berühmtes Bild Roter Baum (1908/10) im luministischen Stil, in dem sich sein Interesse für Goethes Farbenlehre widerspiegelte.
Im darauffolgenden Sommer wohnte Mondrian bei Heemskerck und Tak in der Villa Loverendale, dabei unterrichtete er Heemskerck. Gerade in diesem Sommer konzentrierte er sich auf vertikale und horizontale Elemente, die er in Form des Leuchtturms von Westkapelle bzw. der Strand- und Dünenlandschaft in Domburg und dessen Umgebung fand. Die Vertikale verband er mit dem Männlichen und dem Geistigen, die Horizontale mit dem Materiellen und dem weiblichen Prinzip. In mehreren luministischen Bildern, die er mit diesen Motiven gestaltete, arbeitete er nur „pointillistisch“. Er trug die unvermischte Farbe in groben Blöcken mit einer schnell trocknenden Dispersionsfarbe auf. Diese Technik, die seine Wahrnehmung des seeländischen Lichts einfingen, trug zur Entmaterialisierung und Vergeistigung seines Sujets bei. Das äußerlich wahrnehmbare Bild diente ihm nur als Motiv, um zu einem inneren Bild zu gelangen. Heemskerck, die in dieser Zeit von Mondrian unterrichtet wurde, setzte sich mit seinen Überlegungen auseinander.
Zwischen 1908 und 1910 malte Heemskerck mehrere Gemälde im luministischen Stil, mit denen sie sich an der Jahresausstellung der Kunstvereinigung St. Lucas im Jahr 1910 in Amsterdam beteiligte. Zwei Bäume malte sie im Sommer 1910 und entwickelte dabei ihren luministischen Stil fort. Während Heemskerck mit den früheren luministischen Bildern die Ausdrucksmöglichkeiten der Farbe erforschte, kam erst beim Gemälde Zwei Bäume die ihr eigene luministische Farbgebung zum Einsatz.
Es gibt eine Vorstudie zu dem Bild mit gleichem Namen, eine Zeichnung in Kohle, schwarzer und grauer Kreide. Auch Mondrian machte ungefähr zur gleichen Zeit in seinem Skizzenbuch eine Zeichnung von diesen zwei Bäumen, die er später zum Gemälde Landschaft (1912) im kubistischen Stil verarbeitete.

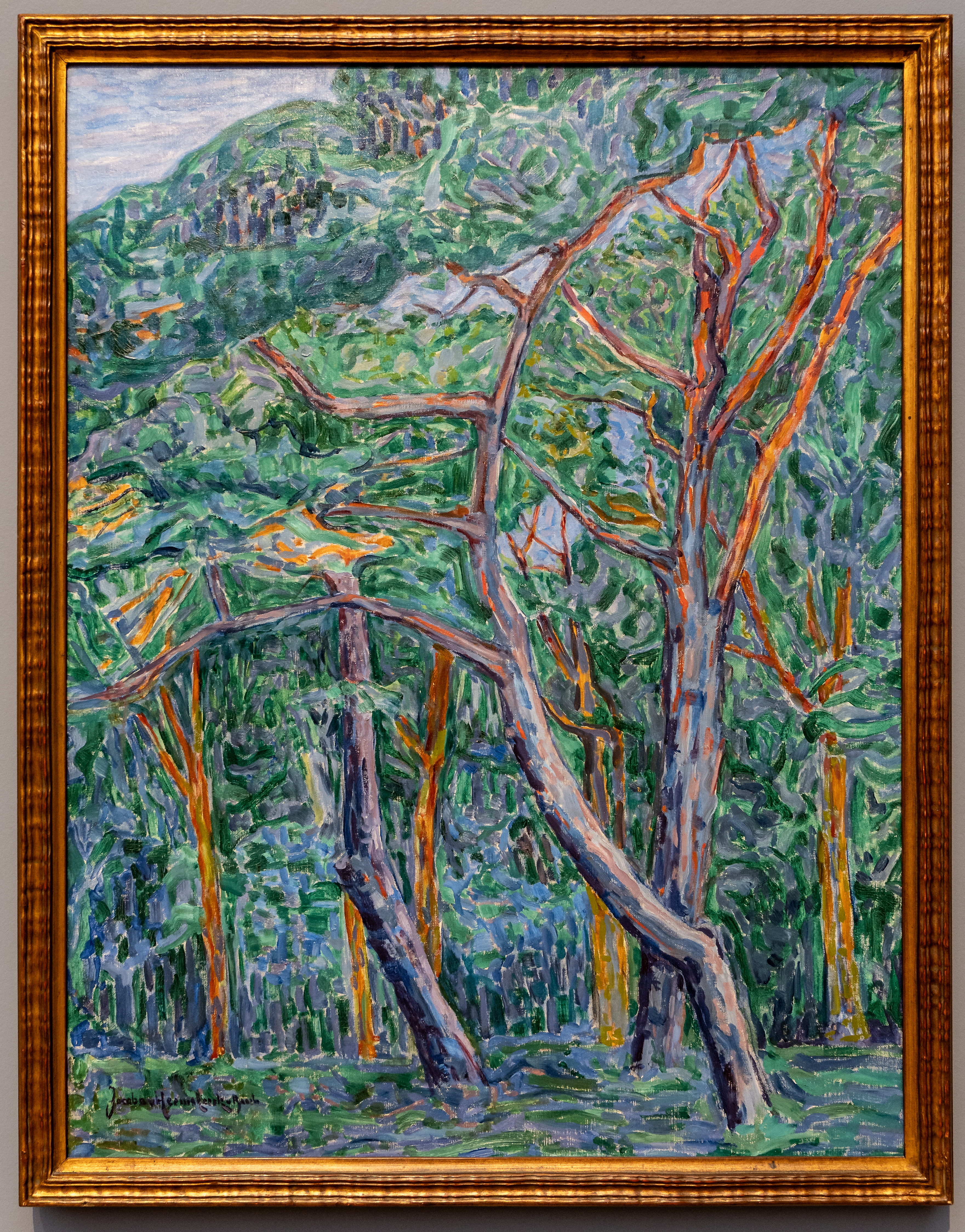
Kiefernwald (um 1908) von Jacoba van Heemskerck, ein früheres Beispiel ihrer Werke im luministischen Stil
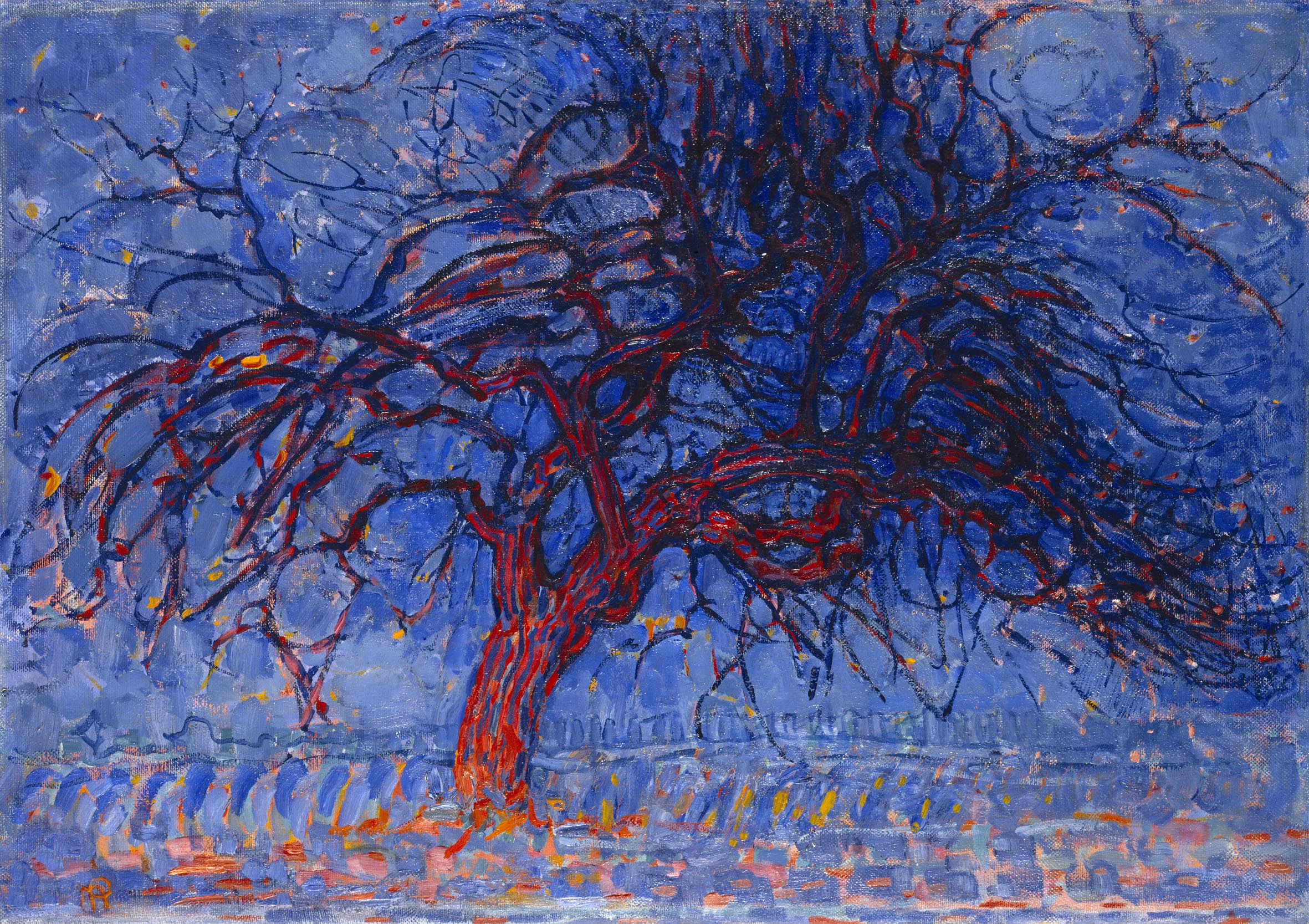
Der rote Baum (1908/10) von Piet Mondrian
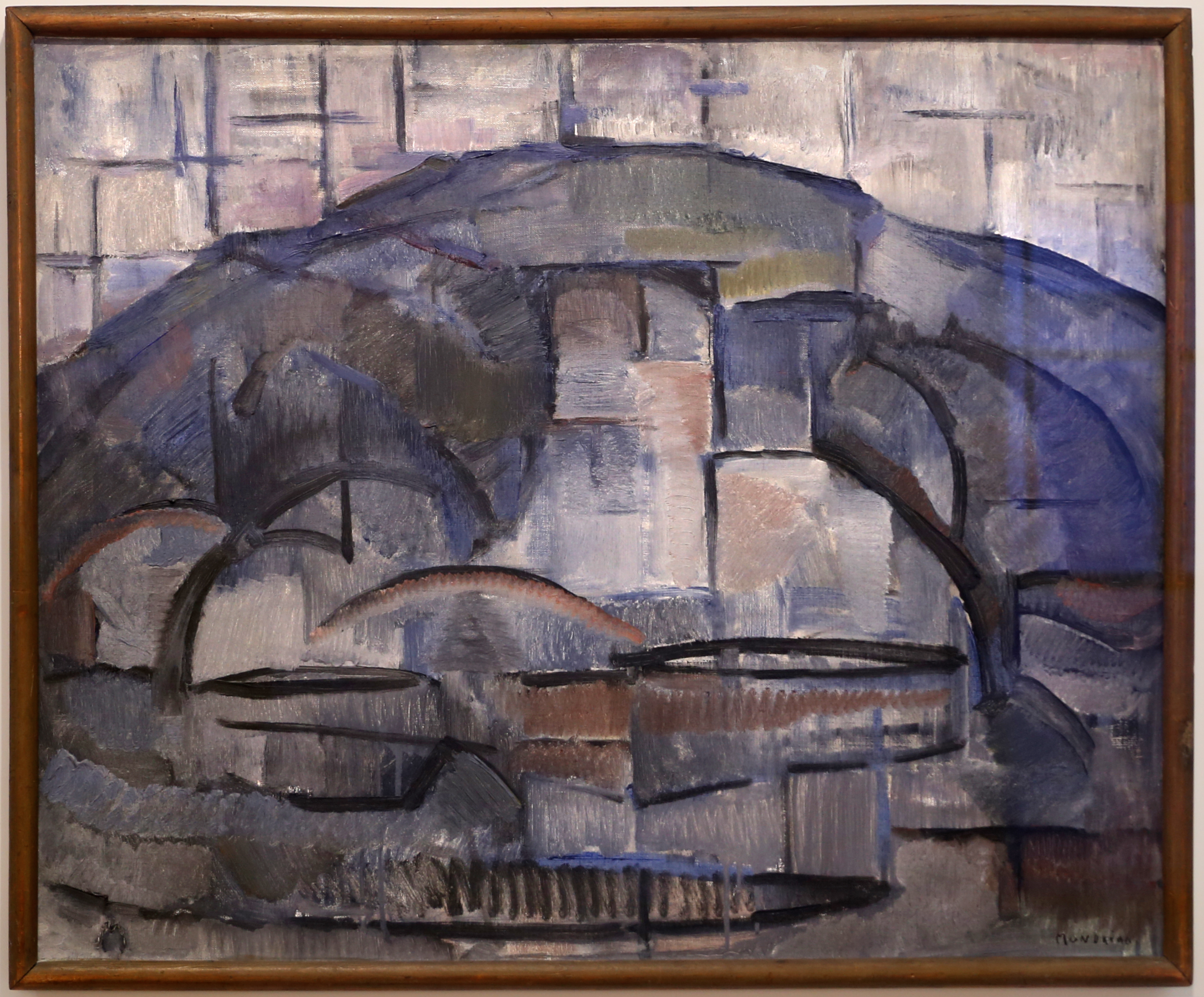
Landschaft (1912) von Piet Mondrian

## Technik und Stil
Die Kunsthistorikerin Laura Stamps beschrieb die Pinselführung des Gemäldes als „forciert“ und schloss daraus, dass Heemskerck die luministische Malweise noch fremd war. Sie wertet das Bild als stilistisches Experiment Heemskercks. Zwei Aspekte hätte sie in späteren Arbeiten beibehalten, zum einen das Bestreben, nicht die tatsächliche Wahrnehmung, sondern die subjektive Erfahrung der Wirklichkeit auszudrücken und zum anderen die Kraft und Bedeutung der Farbe in einem Bild zu nutzen.
Die fehlende Struktur der Linie, was für ihr späteres Werk ein wesentliches Element wurde, soll ein Grund dafür gewesen sein, dass Heemskerck sich bald vom Luminismus abwandte. Marie Tak van Poortvliet schrieb dazu später:

“So she tried for some time to find the syntheses of colour by the luministic process, but this could not satisfy her either, as she missed in so doing the firmness of line, which she felt as a positive lack.”

„So versuchte sie eine Zeit lang, die Farbsynthesen durch das luministische Verfahren zu finden, aber auch das konnte sie nicht befriedigen, da sie dabei die Festigkeit der Linie vermisste, was sie als wirklichen Mangel empfand.“

Die „Festigkeit der Linie“, die Marie Tak anmerkte, spiegelt sich in der Gestaltung der Bäume wider und ist auch in der Vorstudie zu diesem Werk zu erkennen.
Das Bild wird gern mit Mondrians Gemälde Roter Baum verglichen, das zur gleichen Zeit und am gleichen Ort entstand, wobei die Malerin und der Maler im regen Austausch standen. Im Vergleich mit Mondrians Rotem Baum wurde attestiert, dass die Pinselstriche etwas steif wirken und nicht den Fluss und die Bewegung von Mondrians luministischem Werk haben.

## Motiv
Um das Geistige darzustellen, verwendeten Anfang des 20. Jahrhunderts Künstler und Künstlerinnen gerne einen Baum als Motiv. Der Baum des Lebens ist als „Weltachse“ ein in der Religionsgeschichte verbreitetes Symbol, das die Verbindung von Sichtbarem und Unsichtbarem, von der materiellen Welt und dem Kosmos zeigt. In dieser Sicht symbolisieren die Baumwurzeln die Unterwelt, der Stamm die Welt und die Krone steht für den grenzenlosen Himmel. In der Malerei Heemkercks spielen Bäume eine wichtige Rolle. Heemskerck war hier von Jan Toorop beeinflusst, der Mitglied der belgischen Künstlergruppe Lex XX (Les Vingt) gewesen war, die oft Symbole verwendeten, um auf die nicht sichtbare Welt hinzuweisen.
Heemskerck war generell an der Darstellung des Übersinnlichen und Geistigen interessiert. Ihr Gemälde sollte nicht die Realität akkurat abbilden, sondern ihre Empfindungen ausdrücken. Der Baum symbolisierte die Verbindung zwischen dem Sichtbaren und Materiellen und dem Unsichtbaren und Immateriellen. Dies drückte sie mit der Verwendung der Farbe aus.

## Geschichte und Rezeption
Das Kunstmuseum Den Haag erhielt das Gemälde 1984 als Schenkung aus der Sammlung von Adelheid Pfeiffer, Spring Valley, USA. Seitdem wurde es in mehreren Ausstellungen gezeigt. Es gilt als Höhepunkt des Amsterdamer Luminismus.

## Ausstellungen
- 1994: „La beauté exacte,“ im Musée d’art moderne de la Ville de Paris[15]
- 1996: „Aufbruch zur Farbe. Luministische Malerei in Holland und Deutschland“, im Kunst-Museum Ahlen, Clemens-Sels-Museum Neuss, August Macke Haus Bonn
- 2005: „Jacoba van Heemskerck. A Rediscovery“, im Kunstmuseum Den Haag[16]
- 2018: „Aan zee. Jan Toorop, Piet Mondriaan, Jacoba van Heemskerck, Ferdinand Hart Nibbrig“ (By the sea), im Kunstmuseum Den Haag[17]
- 2022: „Jacoba van Heemskerck. Kompromisslos modern“, in der Kunsthalle Bielefeld, Museen Stade und Kunstmuseum Den Haag
- 2023: „Wolken und Licht. Impressionismus in Holland“, im Museum Barberini, Potsdam